# Mystery Science Theater 3000
Mystery Science Theater 3000 (spesso abbreviato MST3K) è una serie TV statunitense creata da Joel Hodgson e prodotta dalla Best Brains Inc. che venne mandata in onda in anteprima dal 1988 al 1999 per un totale di undici stagioni e 197 episodi, incentrata su vecchi film di fantascienza e orrorifici.
La serie vede Joel, inserviente della Gizmonic Institute, imprigionato in un satellite insieme ai suoi amici robotici Tom Servo e Crow T. Robot da uno scienziato pazzo e costretto a guardare una varietà di vecchi film di serie B. Per evitare di impazzire, Joel e i robot fanno dei commenti durante la visione dei film, facendo battute e commenti ironici sui loro difetti. Ciascun film è presentato con una sovrapposizione delle silhouette di Joel e i robot sul fondo dello schermo.
Il creatore della serie Hodgson ha originariamente interpretato il protagonista, Joel Robinson, nelle prime cinque stagioni. Quando Hodgson abbandonò la serie nel 1993 lo sceneggiatore Michael J. Nelson lo sostituì come la nuova vittima Mike Nelson, mantenendo tale ruolo fino alla fine della serie.
Durante i suoi undici anni, 197 episodi e un film MST3K, la trasmissione fu acclamata dalla critica. La serie vinse un Peabody Award nel 1993, venendo inoltre candidato a due Emmy Award nel 1994 e 1995 e a un CableACE Award.
Dopo una campagna Kickstarter promossa dal creatore Joel Hodgson nel 2015 che ha ottenuto più di 5 milioni di dollari, nel 2016 Netflix annuncia un revival della serie. Il revival consiste in due stagioni da 14 e 6 episodi, sottotitolati rispettivamente "The Return" e "The Gauntlet". La serie Netflix ha al momento un rating del 100% su Rotten Tomatoes per entrambe le stagioni.

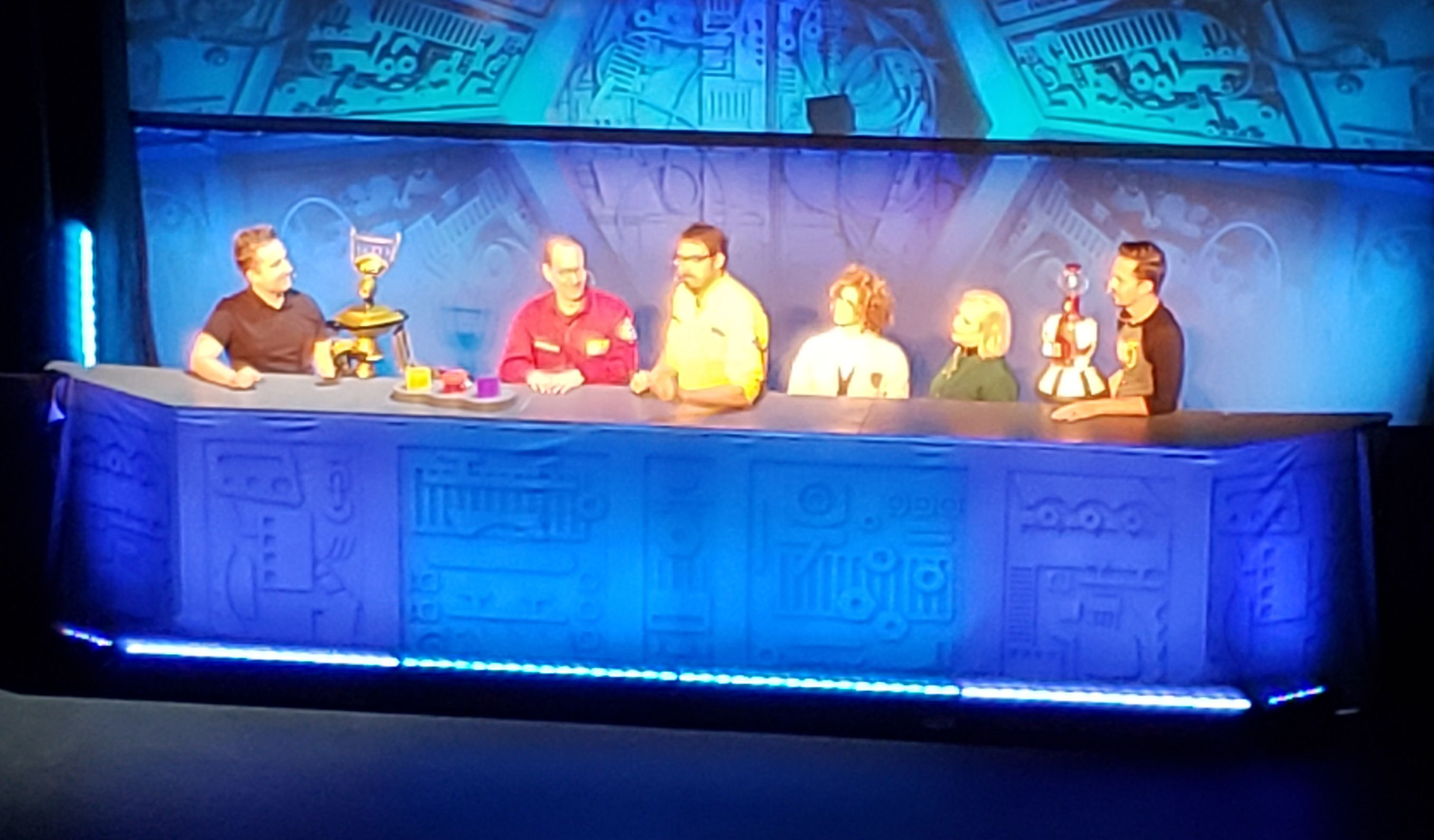
Tour live di Mystery Science Theater 3000 nel 2018.

A seguito del successo del revival Netflix, lo show ha avuto due tour live in tutti gli Stati Uniti. Una seconda campagna Kickstarter lanciata nel mese di Aprile 2021 ha raccolto più di 6 milioni e mezzo di dollari, abbastanza per sorpassare i fondi ottenuti dalla prima campagna e garantire una tredicesima stagione da 13 episodi e 12 corti, oltre al lancio di una piattaforma di distribuzione proprietaria, il Gizmoplex.

## Cornice narrativa
In un futuro non molto lontano, due scienziati pazzi, il dottor Clayton Forrester (chiamato così in riferimento al protagonista de La guerra dei mondi), interpretato da Trace Beaulieu, e il suo braccio destro dott. Laurence Erhardt, interpretato da Josh Weinstein, imprigionano Joel Robinson (Hodgson), un inserviente che lavora alla Gizmonic Institute, nel "Satellite dell'Amore", una stazione spaziale, dove lo costringono a guardare dei film di serie B per misurare quanto una persona riesca a guardare uno di questi film prima di impazzire, in modo da trovare il perfetto film trash da usare come arma per la conquista del mondo. Joel costruisce quattro robot senzienti: Tom Servo (doppiato prima da J. Elvis Weinstein, poi da Kevin Murphy dalla seconda stagione), Crow T. Robot (doppiato da Trace Bealieu), Gypsy (doppiato prima da Weinstein e poi da Jim Mallon e Patrick Brantseg), che gestiscono il satellite, e Cambot, che si occupa di riprendere gli esperimenti con la telecamera e si vede soltanto durante la sigla di apertura.
Joel, Mike, e Jonah non hanno il controllo su quando i film incominciano, perché Joel ha usato le parti che gli permettevano di farlo per costruire i robot. Devono entrare per forza nella sala cinematografica quando il film incomincia, perché il dott. Forrester, Pearl, e Kinga hanno numerosi modi di punire Joel/Mike/Jonah per la loro disubbidienza, come togliere l'ossigeno dal satellite e somministrare scosse elettriche. Durante la visione dei film, le silhouette di Joel/Mike/Jonah, Tom e Crow si vedono sul fondo dello schermo, facendo battute e burlandosi del film (questa pratica è stata spesso chiamata riffing) per evitare di soccombere alla follia. Varie volte, la visione del film viene alternata, generalmente prima e dopo gli stacchi pubblicitari, con degli sketch (definiti host segments) fatti da Joel/Mike/Jonah e i robot che sono in qualche modo correlati al film che stanno guardando.
Molti episodi che non hanno dei film abbastanza lunghi da coprire l'intera durata, includono la proiezione di vari corti che comprendono vecchi film educativi e video di allenamenti.

## Personaggi
Joel Robinson (Joel Hodgson)La prima cavia degli esperimenti del Dr. Forrester e creatore dei robot. Joel fu un impiegato della Gizmonic Institute, dove faceva sia l'inserviente che l'inventore. Venne imprigionato dal Dr. Forrester nel Satellite Dell'Amore nello spazio e costretto a guardare dei vecchi film di serie B. Joel ha solitamente un atteggiamento calmo e rilassato e fa da figura paterna per i robot. A metà della quinta stagione, fugge dal satellite e viene sostituito da Mike. Ritorna in un episodio successivo dove rivela di aver trovato un nuovo lavoro come manager di un Hot Fish Shop in Osse, Minnesota.
Mike Nelson (Michael J. Nelson)Un altro dipendente della Gizmonic Institute, che viene scelto dal Dr. Forrester come nuova cavia dopo la fuga di Joel. È considerato come un fratello maggiore dai Robot.
Jonah Heston (Jonah Ray)
Protagonista delle stagioni revival su Netflix, Jonah è un pilota della Gizmonic Institute che, durante una missione, viene adescato da Kinga Forrester nel Moon 13, base segreta sul lato oscuro della Luna, dove viene catturato e imprigionato sul Satellite dell'Amore per continuare l'esperimento della famiglia Forrester. I robot lo vedono inizialmente con diffidenza e lo trattano come un novellino.

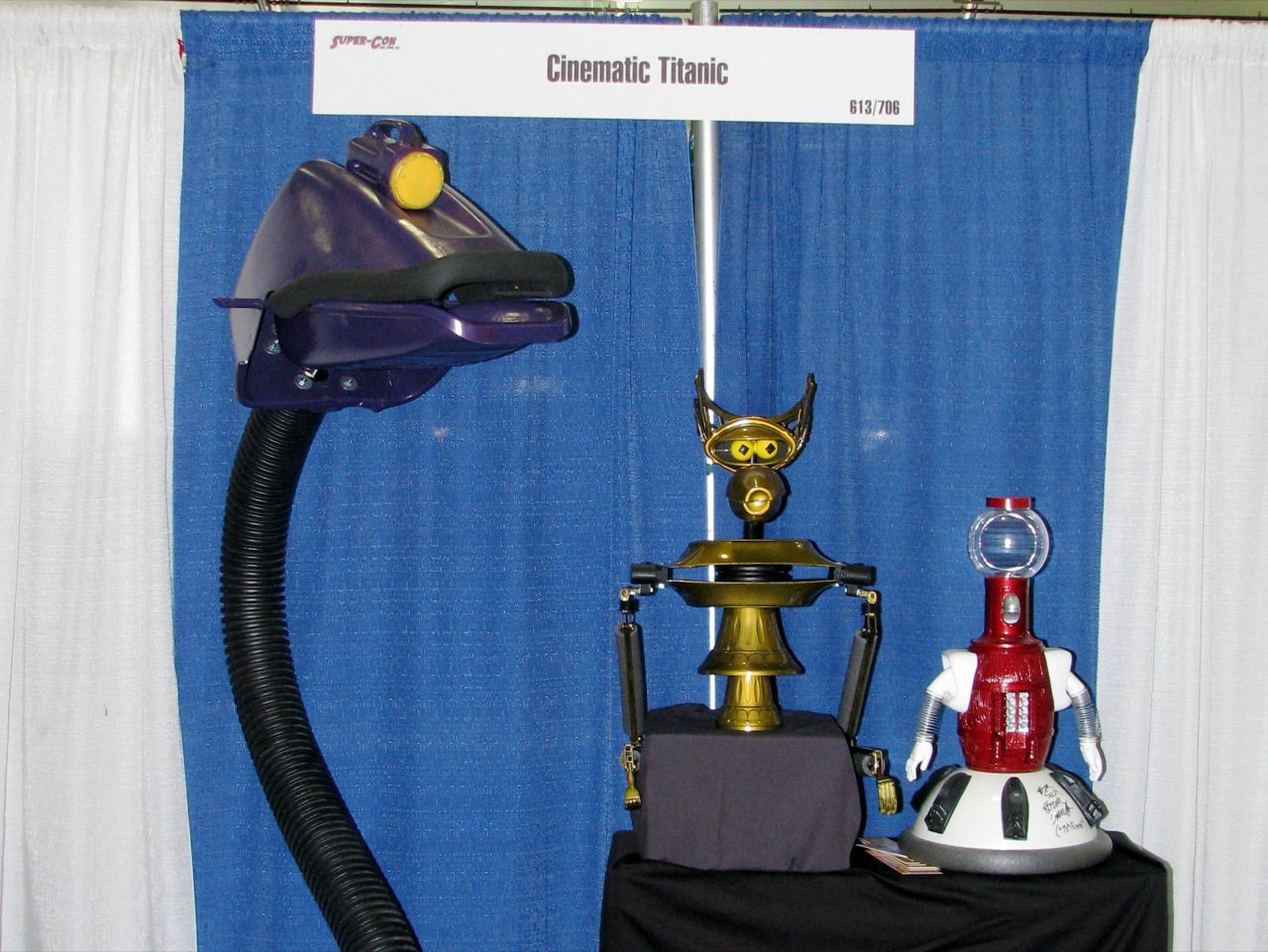
Gypsy, Crow, e Tom Servo.

Crow T. Robot (Trace Beaulieu nelle stagioni 1-7, Bill Corbett nelle stagioni 8-10, Hampton Yount nelle stagioni 11-12)
Crow è un robot colorato d'oro. Le sue caratteristiche principali sono il lungo becco fatto con un birillo e una maschera protettiva da hockey che porta sulla testa come una cresta. Tende ad essere il più immaturo dei robot, mettendo spesso il gruppo nei guai.
Tom Servo (Josh Weinstein nella prima stagione, Kevin Murphy nelle stagioni 2-10, Baron Vaughn nelle stagioni 11-12)Il robot rosso. La sua testa è un piccolo distributore di gomme da masticare, le sue braccia sono fatte con delle molle e non ha gambe. È il più raffinato dei robot e le sue battute tendono ad essere di natura intellettuale.
Gypsy/GPC (Jim Mallon nelle stagioni 1-8, Patrick Bransteg nelle stagioni 8-10, Rebecca Hanson nelle stagioni 11-12)Gypsy è un robot costruito da Joel per gestire le funzioni principali del satellite, e per questo non va nella sala cinematografica insieme agli altri. Il suo corpo è un lungo tubo nero e la sua testa è una automobile giocattolo rosa con una torcia elettrica che funge da occhio. È una grande fan di Richard Basehart. Nel revival di Netflix, due volte a episodio Gypsy entra nella sala cinematografica a depositare e ritirare un misterioso carico, e per l'occasione contribuisce al commento del film.
Cambot (Kevin Murphy)Cambot ha la funzione di riprendere con la videocamera gli eventi dei vari episodi della serie, e per questo non compare mai eccetto durante la sigla di apertura.
Dottor Clayton Forrester (Trace Beaulieu)lo scienziato pazzo della serie, che tiene d'occhio le attività di Joel/Mike e i robot. Anche se è genuinamente malvagio, non è molto competente dato che fallisce sempre nel trovare il film brutto perfetto per far impazzire la gente. Le sue interazioni con l'equipaggio del Satellite dell'Amore sono curiosamente amichevoli.
Dottor Laurence "Larry" Erhardt (Josh Weinstein)Il primo assistente del Dr. Forrester.
TV's Frank (Frank Coniff)Il secondo assistente del Dr. Forrester. Essendo poco sveglio si ritrova spesso vittima di varie gag.
Pearl Forrester (Mary Jo Pehl)La madre del Dr. Forrester che prende il posto del figlio come antagonista della serie nella ottava stagione.
Professor Bobo(Kevin Murphy)Una scimmia antropomorfa proveniente da un futuro dove le scimmie si sono evolute dagli uomini. Appare all'inizio dell'ottava stagione con il ruolo di assistente di Pearl.
Observer(Bill Corbett)È il membro di una razza aliena che si ritiene la più avanzata della galassia. Lui e la sua razza compaiono nell'ottava stagione per osservare l'equipaggio del Satellite Dell'Amore, ma Mike distrugge accidentalmente il suo pianeta, spingendolo ad allearsi con Pearl e Bobo. Il suo aspetto è quello di un grosso cervello verde tenuto in una insalatiera portata da un corpo ospite pallido che parla per lui. Spesso il corpo ospite viene confuso con il vero Observer.
Kinga Forrester (Felicia Day)Figlia del Dr. Forrester e nipote di Pearl, decide di riavviare l'esperimento che ha reso la propria famiglia famosa, Mystery Science Theater 3000.
TV's Son of TV's Frank/Max (Patton Oswalt)Figlio di TV's Frank, si trova spesso a fraternizzare con Jonah e i robot essendo vittima delle angherie di Kinga, ma allo stesso tempo sviluppa per lei una cotta.
Skeleton CrewLa band di Kinga al Moon 13 suona gli intro e gli outro nelle stagioni 11-12.
M. Waverly (Grant Baciocco) e Growler (Russ Walko)Robot costruiti da Jonah, bulleggiati da Tom e Crow.
Ardy (Joel Hodgson)Lavoratore al Moon 14, incaricato di mandare i film a Jonah e ai robot tramite tecnologia liquida Kingachrome.
Synthia (Rebecca Hanson)Clone di Pearl Forrester creato da questa e donato alla nipote Kinga per sopperire alla sua assenza.

## Episodi
| Stagione             | Episodi | Prima TV USA | Prima TV Italia |
| -------------------- | ------- | ------------ | --------------- |
| Prima stagione       | 21      | 1988-1989    |                 |
| Seconda stagione     | 13      | 1989-1990    |                 |
| Terza stagione       | 13      | 1990-1991    |                 |
| Quarta stagione      | 24      | 1991-1992    |                 |
| Quinta stagione      | 24      | 1992-1993    |                 |
| Sesta stagione       | 24      | 1993-1994    |                 |
| Settima stagione     | 24      | 1994-1995    |                 |
| Ottava stagione      | 6       | 1995-1996    |                 |
| Film                 |         | 1996         |                 |
| Nona stagione        | 22      | 1997         |                 |
| Decima stagione      | 13      | 1998         |                 |
| Undicesima stagione  | 13      | 1999         |                 |
| Dodicesima stagione  | 14      | 2017         |                 |
| Tredicesima stagione | 6       | 2018         |                 |